# Supercoppa italiana (pallamano maschile)
La Supercoppa italiana di pallamano maschile è una competizione di pallamano per club maschili fondata nel 2005.
Essa si svolge a cadenza annuale in gara unica dove si affrontano i campioni d'Italia e i vincitori della Coppa Italia.

## Statistiche

### Albo d'oro
| Edizione | Vincitore              | Risultato              | 2º classificato        | Note                   |
| -------- | ---------------------- | ---------------------- | ---------------------- | ---------------------- |
| 2005     | Meran                  | 31 - 28                | Secchia                |                        |
| 2006     | Conversano             | 25 - 23                | Prato                  |                        |
| 2007     | Casarano               | 33 - 27                | Bologna United         |                        |
| 2008     | Casarano               | 25 - 23                | Junior Fasano          |                        |
| 2009     | Conversano             | 25 - 24                | Casarano               |                        |
| 2010     | Edizione non disputata | Edizione non disputata | Edizione non disputata | Edizione non disputata |
| 2011     | Conversano             | 30 - 22                | Noci                   |                        |
| 2012     | Bozen                  | 28 - 24                | Junior Fasano          |                        |
| 2013     | Edizione non disputata | Edizione non disputata | Edizione non disputata | Edizione non disputata |
| 2014     | Carpi                  | 30 - 28 (d.t.r.)       | Junior Fasano          |                        |
| 2015     | Bozen                  | 28 - 27                | Pressano               |                        |
| 2016     | Junior Fasano          | 26 - 25                | Bozen                  |                        |
| 2017     | Bozen                  | 24 - 23                | Junior Fasano          |                        |
| 2018     | Pressano               | 24 - 22                | Junior Fasano          |                        |
| 2019     | Bozen                  | 30 - 25                | Pressano               |                        |
| 2020     | Conversano             | 34 - 32 (d.t.r.)       | Bozen                  |                        |
| 2021     | Conversano             | 25 - 17                | Cassano Magnago        |                        |
| 2022     | Conversano             | 30 - 29                | Sassari                |                        |
| 2023     | Sassari                | 28 - 27                | Black Devils           |                        |
| 2024     | Brixen                 | 39 - 32                | Junior Fasano          |                        |

### Riepilogo vittorie per club
| Numero | Club          | Anni                               |
| ------ | ------------- | ---------------------------------- |
| 6      | Conversano    | 2006, 2009, 2011, 2020, 2021, 2022 |
| 4      | Bozen         | 2012, 2015, 2017, 2019             |
| 2      | Casarano      | 2007, 2008                         |
| 1      | Brixen        | 2024                               |
| 1      | Sassari       | 2023                               |
| 1      | Pressano      | 2018                               |
| 1      | Junior Fasano | 2016                               |
| 1      | Carpi         | 2014                               |
| 1      | Meran         | 2005                               |